# Картамиш (копальня)

Картамиш. Залишки давніх гірничих виробок видобування мідної руди.

Картамиш — давня копальня міді на теренах Луганської області України. XVІІ—XIІІ ст. до н. е. (див. Мідні рудники Бахмутської улоговини).

## Історія досліджень

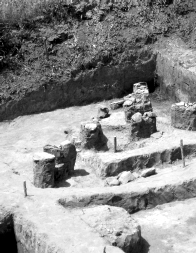
Картамиш. Залишки мідеплавильного виробництва.

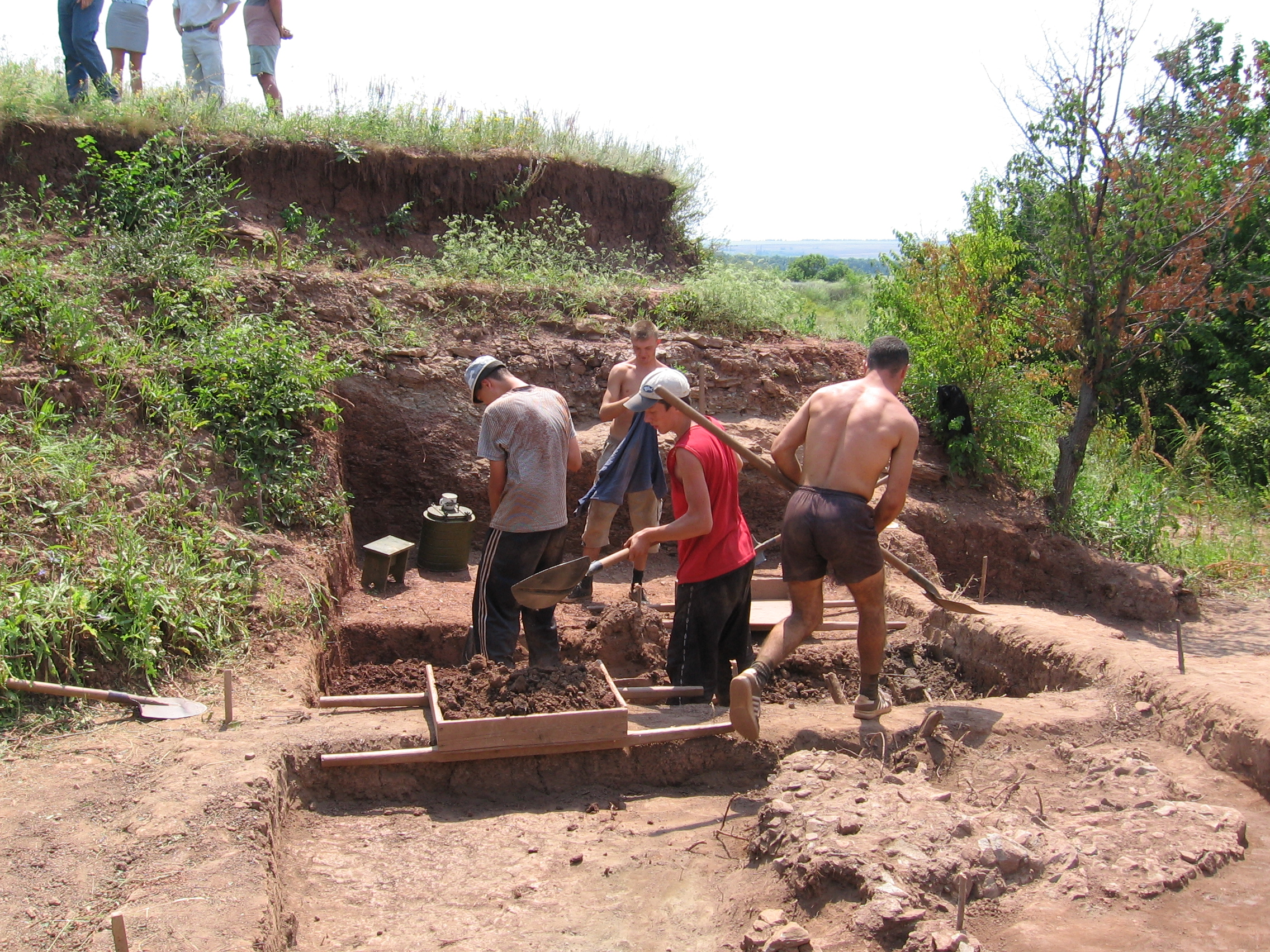
Картамиш. Розкопки-2007 р.

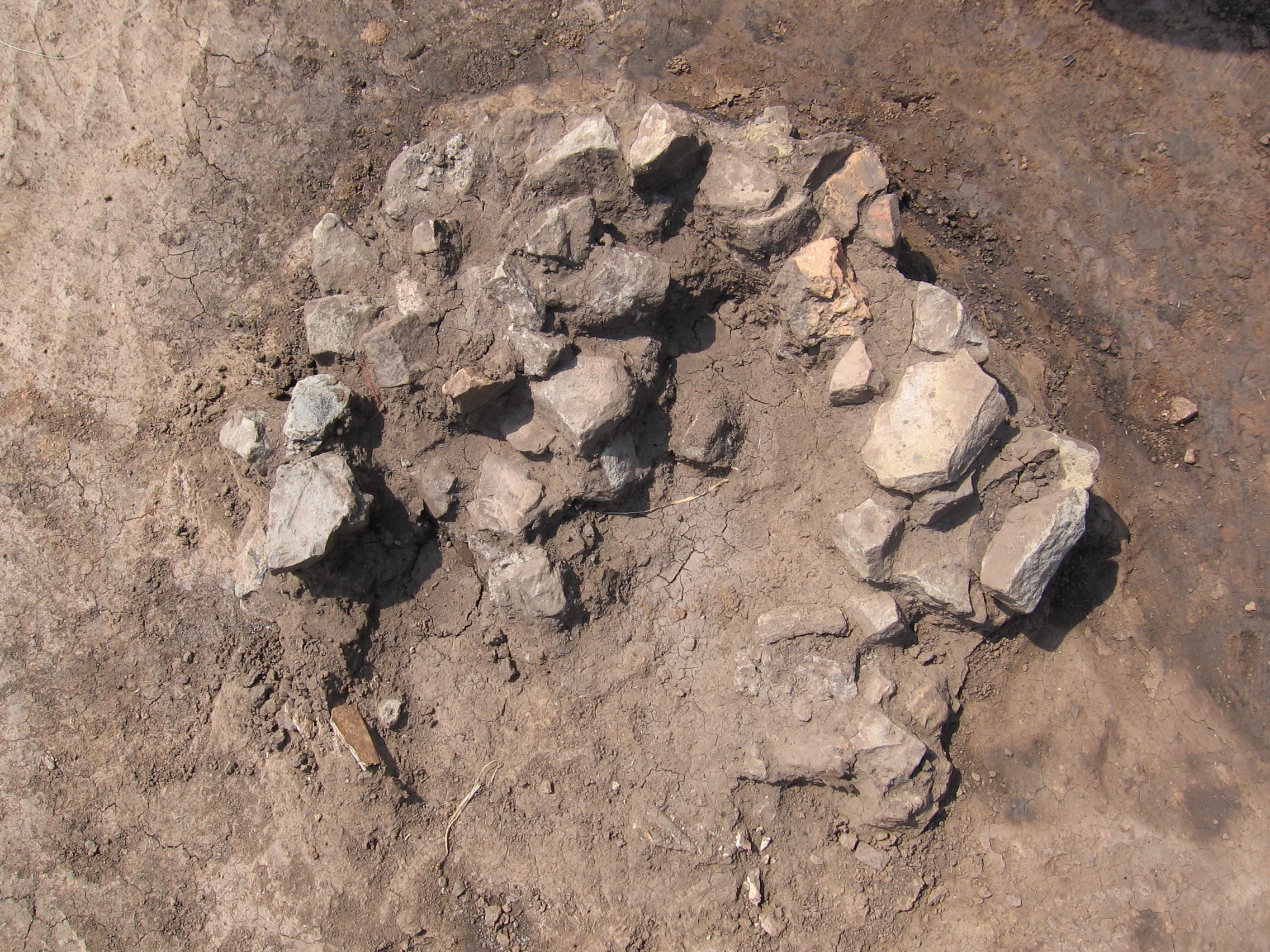
Картамиш. Розкопки-2007 р. Залишки мідеплавильної печі.

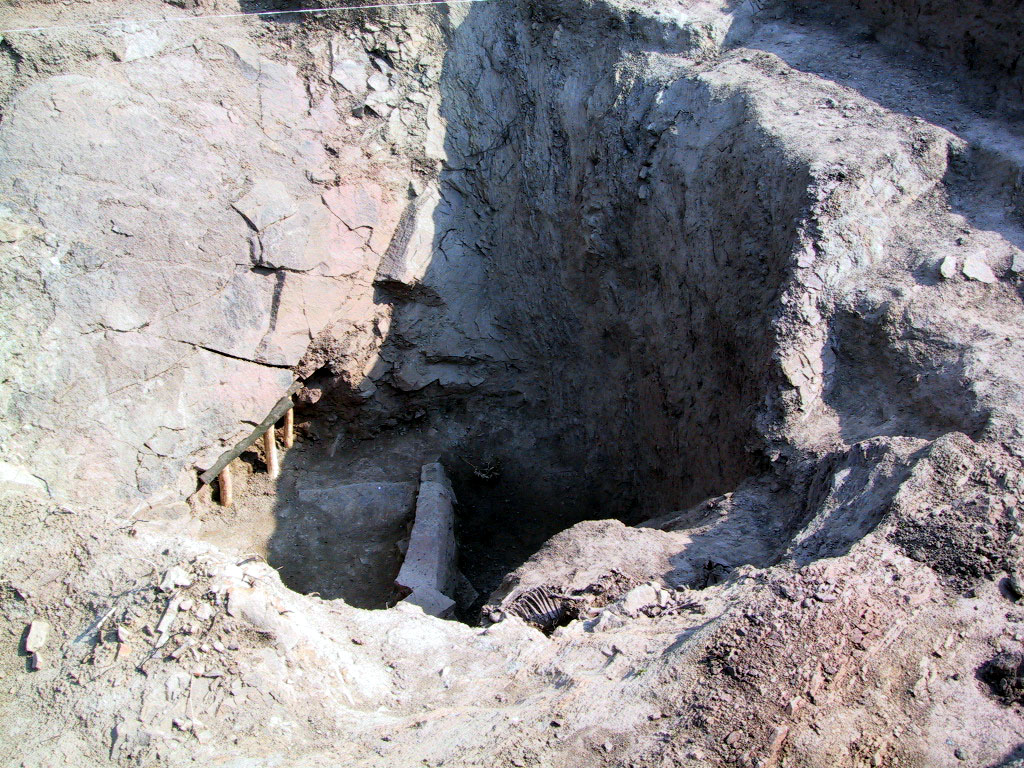
Картамиш. Розкопки-2007 р. Залишки виробок.

Вивчення системи стародавніх пам'яток гірництва в басейні Сіверського Дінця бере початок з 1865 року, коли гірничий інженер О. О. Носов повідомив Гірничий департамент про ознаки давніх металургійних плавок і старих виробок у районі мідних покладів Бахмутської улоговини (Клинівські хутори). Газета «Санкт-Петербурзькі відомості» та «Гірничий журнал» відразу опублікували інформацію про знаходження старих мідних рудників, що підкреслило винятковість і значимість події.
Роботи з пошуку й видобутку мідної руди були продовжені бахмутським купцем І. М. Клейменовим у районах рудопроявів Горелівське, Картамиське й Пилипчатинське. Як свідчив інженер М. Бєлоусов, робітники при веденні гірничих робіт зустрічали давні виробки, знаряддя, інструменти, кістки. На Картамиському рудопрояві М. Бєлоусов так описував давні виробки відкритого типу:
|  | ...виробки ці виглядають у формі котлованів величезних розмірів у декілька десятків саженів діаметром, що служать басейнами для накопичення атмосферних вод. Це дає привід стверджувати, що руда розроблялася величезними розносами. |

Гірничі роботи XIX століття не отримали значного поширення, оскільки дослідні плавки видобутих руд виявилися недостатньо ефективними.
Археолог В. О. Городцов у 1903 році оглянув сліди давніх розробок та шахту Клейменова й першим пов'язав розробку місцевих руд з добою бронзи й племенами зрубної культури. Пізніше, у 1922 році, це було підтверджено додатковими археологічними матеріалами харківського професора О. О. Федоровського. Дослідження, які були проведені в 70-80-ті роки XX стторіччя (Є. М. Черних, С. І. Татаринов), дозволили виявити ознаки 23 стародавніх рудників з численними виробничими зонами і ввести в науковий обіг поняття «Донецький гірничо-металургійний центр доби пізньої бронзи».
Одним з найцікавіших його об'єктів, що занесений у Державний реєстр пам'яток національного значення України, є Картамиський археологічний мікрорайон (територія колишнього хутора Червоне озеро, поблизу Новозванівки Попаснянського району Луганської області). До рудника належать три кар'єри, система підземних виробок, виробничі споруди та ділянки по збагаченню руди, а також поселення гірників з ознаками кам'яного будівництва. Унікальність цього гірничого комплексу зумовлена тим, що частина його території не підлягала подальшому виробничому використанню в інші часи й була збережена протягом тисячоліть майже недоторканою.
Слід відзначити, що попередні археологічні дослідження цього району стосувалися в основному поселень поблизу виробничих зон. Наукове вивчення стародавніх виробок і виробничих споруд було проведене в польових сезонах 2001–2008 років у співдружності археологів Інституту археології НАН України (Ю. М. Бровендер, В. В. Отрощенко), Воронезького університету (А. Д. Пряхін, О. С. Саврасов) та науковців Донбаського гірничо-металургійного інституту (Г. І. Гайко, Ю. П. Шубін). Вагомий вклад у розкопки й відновлення гірничих виробок внесли студенти Алчевська й Воронежа, які в межах літніх практик та студентських загонів брали активну участь у дослідницькому пошуку.

## Геологія

Геологічна схема району Картамиш

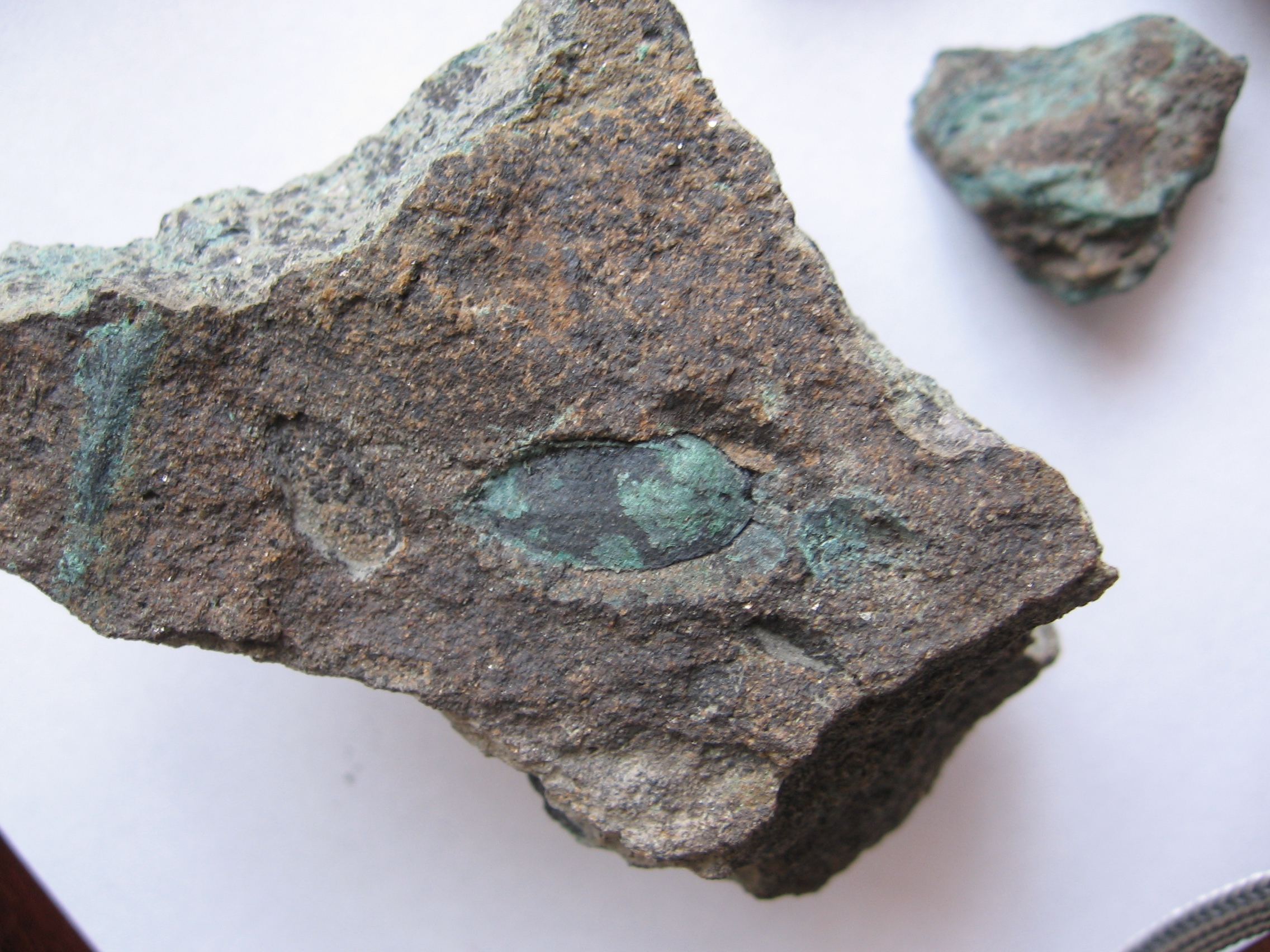
Мідна руда з давнього рудника «Картамиш».

Картамиський рудопрояв знаходиться на східному краю Бахмутської улоговини (північно-східному замиканні нижньопермських відкладів Картамиської мульди — західного краю Калинівської синкліналі). Зруденіння пов'язане з так званою «сірою зоною», що складена пісковиками, алевролітами й аргілітами переважно сірих тонів (на невивітрілій поверхні). Причина цього — підвищений вміст вуглефікованої органіки, котра й була осаджувачем сполук міді на дні водного палеобасейну. Мідисті пісковики переважно кварцового складу з карбонатно-глинистим цементом насичені залишками вуглефікованої палеофлори. Загальне падіння гірських порід на південь становить 55°-60° (за замірами на корінних виходах гірських порід).
На східному фланзі Картамиського рудопрояву відмічені розривні порушення, які перетинають і зміщують рудну зону. Не є рідкісними знахідки уламків пісковиків з чіткими дзеркалами ковзання, які свідчать про прояви розривної тектоніки. У межах родовища виявлено 4 рудні горизонти потужністю до 0,8 м і довжиною до кількох кілометрів, які подані тілами лінзовидної форми суцільних та вкраплених руд. Мінеральний склад руд — халькозин, рідше — борніт і халькопірит. У зоні окиснення розвинені малахіт і азурит.

## Об'єкти гірничої діяльності й технологія робіт
Увагу дослідників привертає масштабність відкритих гірничих робіт, яка була можливою завдяки виходу практично на поверхню рудних покладів мідистих пісковиків. Найбільший за площею чаші кар'єр має еліптичну форму й сягає розмірів у плані 100 x 70 м. Товщина розроблених порід понад 6 м (точна глибина виробки не встановлена через значну товщину наносів). Схили кар'єру закріплені штучною кам'яною кладкою, яка перешкоджала його осуванню й розмиву. За попередніми розрахунками, тут було видобуто близько 60 тис. т гірських порід (у тому числі — ґрунтів розкриття покладів).
Можливо, найцікавішим є подвоєний кар'єр, витягнутий вздовж краю піщанистої гряди по лінії захід-схід. Його більша східна чаша має розміри 145 x 30 м, а глибина сягає 8 м (без врахування наносів). Розміри західної чаші — 76 x 35 м при глибині від 3 до 5 м. Поміж виробками існує залишений цілик-перетин шириною понад 3 м, який, імовірно, свідчить про виклинення в цьому місці рудного тіла, а можливо, був створений з метою зручного транспортування руди через кар'єр. Об'єм видобутої мідноносної породи становить понад 30 тис. м³.
Третя відкрита виробка (у формі овалу, орієнтованого в північно-східному напрямку) має довжину 40 м при глибині 5 м, імовірний видобуток руди — приблизно 4 тис. м³.
Підземні виробки були розміщені на гребені гряди пісковиків і початково фіксувалися на поверхні за воронкоподібними западинами діаметром до 6 м та глибиною до 2 м. Компактність їх розташування свідчить про використання технології розробки невеликими вертикальними виробками у вигляді шахтних стволів, які з метою циркуляції повітря поєднувались поміж собою вентиляційною збійкою. Глибина вертикальних виробок сладає 5-7 м. З їх донної частини відходять горизонтальні й похилі виробки, що йдуть по пласту мідистого пісковика. Тут знайдені руди з підвищеним, у порівнянні до відкритих робіт, вмістом міді.

Біля підніжжя гряди виявлено дві виробки: ствол і траншею, вирублену в пісковику, яка простягається навхрест заляганню порід у напрямку вертикальної виробки на гребені. Є припущення, що траншея (можливо, штольня) пов'язана з гірничим промислом XIX століття купця І. М. Клейменова. Усі підземні споруди рудника «Червоне озеро» було розкрито й досліджено лише частково. Вміщуючі породи мали інтенсивну природну тріщинуватість з тонким розшаруванням і зонами роздрібнення навколо розривних порушень. Знайдені гірничі знаряддя праці у вигляді кам'яних мотик і молотів дають підставу припустити, що руйнування й відокремлення шматків пісковику, який вміщував тонкі прошарки й гнізда сульфідів міді, проводили за допомогою ударної дії цих знарядь. Можливим було також використання дерев'яних клинів, які забивали (тими ж молотами) в тріщини й розшарування порід. Кам'яні молоти вагою до 4-6 кг було зроблено з жовен закременілого кварцитоподібного пісковику, котрий зустрічається в безрудних інтервалах місцевого пласта пісковику й місцями виходить на поверхню. Численні знаряддя з кістки могли використовувати також для зняття поверхневого шару ґрунту, розчистки й підготовки щілин корінних порід для розклинювання. З погляду на відсутність прикмет лісових масивів і характерну природну тріщинуватість порід використання вогневих робіт виглядає недоцільним. Поблизу підземних виробок виявлена виробнича ділянка для первинного подрібнення й сортування руди та відвал пустої породи з дрібно подрібненою гірничою масою. Тут знайдені й шматки кондиційної мідної руди. Площа відвалу складає кілька десятків м².
У районі найбільшого кар'єру знайдена техногенна, у плані прямокутна, зона, де здійснювалося збагачення руди. Тут знайдені залишки кам'яних конструкцій у вигляді ям, обкладених плитами пісковику. Розкопки виробничої ділянки виявили велику кількість кістяних знарядь, серед яких були десятки цілих і зламаних інструментів з ребер і лопаток тварин із характерною мідною зеленню, а також знаряддя із каменю та фрагменти кераміки. Відповідний аналіз кістяних знарядь, проведений у Київській радіовуглецевій лабораторії, датував їх за середніми показниками каліброваних дат XVII-XV сторіччя до н. е.. У північно-східній частині майстерні досліджена виробнича ділянка, яка мала виражені сліди деревного вугілля. Тут знайдено основну кількість так званих кам'яних платформ для подрібнення (помолу шляхом перетирання) порід. Привертають увагу купи зруйнованих шматків порід та фрагменти кам'яних інструментів з пісковику і закременілих жовен.

### Технологія збагачення
Технологія збагачення мала, ймовірно, такий вигляд. Шматки пісковику, що вміщували прошарки та гнізда суцільних сульфідів міді (здебільшого псевдоморфози заміщення сульфідів по рослинних залишках), доставляли на робочу ділянку, де їх подрібнювали за допомогою кам'яних молотів та розшаровували по поверхні розташування сульфідів міді. Потім підготовлену руду подрібнювали кам'яними товкачами (пестиками) виготовленими із закременілих чи гранітоподібних жовен у спеціальних ступках. Отриманий таким чином рудний концентрат можна було використовувати для виплавлення металу.
Значна частина руд мала вкраплення сульфідів міді сферичної форми. Розмір вкраплень від 1-2 до 20 мм з переважанням дрібних фракцій. Збагачення таких руд потребує ретельного подрібнення порід для вивільнення сульфідів міді. Найбільш імовірний і легкодоступний спосіб їх відокремлення від пустих порід після подрібнення — водне гравітаційне збагачення. Воно можливе завдяки різниці в об'ємній густині рудних мінералів і вміщуючих порід, яка в даному випадку сягає 3 г/см³, тобто різниця більше ніж у 2 рази. Це зумовлює осадження зерен рудних мінералів на дно лотків у процесі промивання роздрібненої руди. Крім того, можливим є гравітаційне сортування в струмені проточної води. У цьому випадку рудні й нерудні мінерали осідають на різній відстані від місця введення в струмінь, і конкреції руди можна збирати на ближніх ділянках шорсткуватої поверхні ложа промивного пристосування. Гіпотезу водного збагачення побічно підтверджують ознаки русла струменя поблизу збагачувальної ділянки, а також виявлений колодязь у межах виробничої споруди.

### Знаряддя праці

Усього на дослідженій розкопками площі техногенної ділянки 132 м², при товщині культурного шару понад 1 м, виявлено:
- близько 400 фрагментів кераміки від 55 посудин, у тому числі три цілих;
- 234 кістяних знаряддя, в тому числі рудовидобувні копалки;
- 155 кам'яних знарядь, у тому числі помельні тіла-кулі.

Гірничовидобувні знаряддя репрезентовані мотиками, ручними кайлами, прив'язними молотами та відбійниками. Всі вони виготовлені з окременілого кварцитоподібного пісковику, мають ознаки спрацьованості. Така характеристика зносу, за висновком В. В. Кілейникова, притаманна знаряддям, які виконували ударну функцію по твердому матеріалу (каміння, руда). Невелику частину складають бронзові знаряддя. Серед знарядь, які використовувалися в гірничозбагачувальному циклі, виділяються чотири функціональні типи:
- рудоподрібнювальні плити (платформи),
- рудоподрібнювальні товкачі,
- рудотерочні плити (платформи),
- рудотерочні камені.

Практично всі вони виготовлені із мідистого пісковику, деякі — із окременілого кварцитоподібного пісковику.
Цікавою археологічною знахідкою є конструкція теплотехнічної споруди, яка виявлена біля породного відвалу найбільшого кар'єру. Сліди вогню на стінках споруди, пульпоподібний шлак на дні конструкції дають підстави вважати, що її використовували для експериментального плавлення міді (можливо, це був контроль якості рудного концентрату).
Розкопки стоянки (поселення) прагірників допомогли дізнатися більше про їхню гірничо-металургійну діяльність. Поселення розташоване в долині висохлої річки, за 300 м на південний схід від найбільшого кар'єру. Товщина культурного шару становить близько 1 м, основна частина його пов'язана із зрубною спільнотою. Досліджена будівля являє собою напівземлянку прямокутної форми, заглиблену в ґрунт. Її стіни складені плитами пісковику. У площі будівлі на кам'яних плитах зафіксовані плями багаття. Тут знайдені як знаряддя праці гірників (молоти, товкачі, кістяні копалки й скребачки), так і шматочки руди, шлаку, шлакової кераміки, що свідчить про виробничу спеціалізацію будівлі, яка була пов'язана з металургією. Про існування на поселенні металооброблювального циклу свідчать знайдені уламки кам'яних і керамічних ливарних форм. У штейні міститься значна кількість міді, яка присутня у вигляді крапель розміром до 5 мм. Наявність знарядь праці, а також предметів, що репрезентують усі етапи металовиробництва, а саме — гірничовидобувного, гірничозбагачувального та металургійного в межах однієї техногенної ділянки, дає підстави говорити про комплексність робіт на руднику Картамиш.

## Історичне значення
Східна Європа винятково бідна на міднорудні ресурси. На території в декілька мільйонів квадратних кілометрів відомо лише кілька родовищ мідних мінералів, серед яких Каргалинське рудне поле на Південному Уралі, невеликі родовища в Карелії, в Середньому Поволжі та Донбасі. Найближчі з великих зон мідних рудопроявів розташовані в Балкано-Карпатському регіоні й на Кавказі. Однак практично всі ці давні гірничі об'єкти в значній мірі порушені (а іноді повністю знищені) розробками в пізніший історичний час. У зв'язку з цим особливу цінність являють гірничі пам'ятки, що збереглися не порушеними в промислову добу і можуть об'єктивно свідчити про рівень знань і технологій своєї епохи.
На сході України спостерігається ціла система таких гірничо-металургійних центрів доби пізньої бронзи — Донецька система, яка за масштабами і вагомістю займає пріоритетне місце, а за збереженістю являє унікальну територію для вивчення давнього минулого і Європи, і Євразії загалом, для відтворення розвитку техніки й технологій того часу. Донецький гірничо-металургійний центр — потужна база давнього гірництва, металургії та металообробки на півдні Східної Європи, де виявлено близько тридцяти давніх копалень. Комплекс пам'яток Картамиського археологічного мікрорайону за розпорядженням Міністерства культури і туризму України занесено до державного реєстру пам'яток національного значення України.
Унікальність цього гірничого комплексу обумовлена тим, що більшість його об'єктів збережена протягом тисячоліть у первісному стані, а його пам'ятки репрезентують всі цикли металовиробництва, а саме — гірничовидобувний, гірничозбагачувальний, металургійний та металооброблювальний.
Досліджений давній виробничий комплекс не є єдиним в зоні мідних родовищ Донбасу. Подібні йому відомі й на інших рудопроявах Бахмутської улоговини (Вискрівське, Кислий Бугор, Клинове). В цілому результати досліджень комплексу пам'яток давньої виробничої діяльності Картамиського археологічного мікрорайону дали винятково важливі свідчення про металовиробництво населення зрубної культури, а також про раніше невідомі виробничі культи давніх гірників-металургів Донбасу, з діяльністю яких пов'язаний найактивніший у бронзовій добі період функціонування Донецького гірничо-металургійного центру. Це були часи, коли на Півдні і Сході існували землеробські цивілізації Давнього Єгипту, Давнього Вавилону, Давньої Індії та інші. А на землях сучасної України спостерігався скотарський степовий-лісостеповий варіант розвитку, причому з ознаками писемності, соціально-кастовою структурою, військовою аристократією, з розвинутою виробничою діяльністю (гірництвом, металургією, металообробкою), ремісницьким рівнем виробництва, із торговими зв'язками на величезних просторах, з розвинутими світоглядними моделями. Артефакти Донецького гірничо-металургійного центру свідчать про необхідність принципово нового усвідомлення культури мешканців Євразійських степових і лісостепових просторів як альтернативної давнім цивілізаціям Сходу.